# یواس‌اس اس-۵۱ (اس‌اس-۱۶۲)
یواس‌اس اس-۵۱ (اس‌اس-۱۶۲) (به انگلیسی: USS S-51 (SS-162)) یک زیردریایی بود که طول آن ۲۴۰ فوت (۷۳ متر) بود. این زیردریایی در سال ۱۹۲۱ ساخته شد.